# Lyne Lassalle
Pour les articles homonymes, voir Lassalle.
Marcelle Lassalle, dite Lyne Lassalle, née le 6 mars 1920 dans le 6e arrondissement de Paris, ville où elle est morte le 9 mai 2002 dans le 14e arrondissement, est une Française élue Miss Picardie 1935[réf. nécessaire], puis Miss France 1936.

## Biographie
Fille du peintre et décorateur Pierre Lassalle et de la cantatrice Ida Kolska, petite-fille du baryton Jean Lassalle (1847-1909), elle obtient après son élection de petits rôles au cinéma, notamment dans deux films de Sacha Guitry.
Mariée en octobre 1937 avec l'ingénieur Paul Huser, elle est la mère de la romancière et critique d'art France Huser.

## Miss France 1936
À 16 ans, Lyne Lassalle est élue Miss France à Paris le 20 juin 1936 dans les salons du journal Comœdia. Elle devient la 12e Miss France.
Lyne Lassalle s'étant mariée entre-temps, c'est Jacqueline Janet élue Miss France le 9 octobre 1937, qui la remplacera à l'élection de Miss Europe.

## Filmographie
- 1937 : Les Perles de la Couronne, de Sacha Guitry
- 1937 : La Plus belle fille du monde, de Dimitri Kirsanoff : Ginette
- 1938 : Remontons les Champs-Elysées, de Sacha Guitry.